# 肉コップ
「肉コップ」（にくコップ）は、日本のロックバンド・マキシマム ザ ホルモンの2枚目のシングル。

## 概要
ミミカジルよりリリースされた1番目の作品である。
ダイスケはんのパートが「VOX」、また上ちゃんのパートは「ベース」となっている。
ジャケットに写っているキャラクターのフィギュアが制作され、プレゼントされたが、結局当選したのは関係者であったという。
本作は2006年4月出荷分をもって、廃盤した。

## 収録曲
1. アナル・ウイスキー・ポンセ
作詞・作曲：亮君、編曲：マキシマム ザ ホルモン
後に『ロッキンポ殺し』に「アナル・ウイスキー・ポンセ (Re-rec.)」として、再録版が収録。
2. ジョニー鉄パイプ
作詞：亮君、ダイスケはん、作曲：亮君、編曲：マキシマム ザ ホルモン
『耳噛じる』に収録。
3. 渚のシンドバット
作詞：阿久悠、作曲：都倉俊一、編曲：マキシマム ザ ホルモン
ピンク・レディーの同名曲のカバー。本曲の正式タイトルは「渚のシンドバッド」であるが、今項目では歌詞カードなどに記載されている表記に準じる。